# 1996年の日本シリーズ
1996年の日本シリーズ（1996ねんのにっぽんシリーズ、1996ねんのにほんシリーズ）は、1996年10月19日から10月24日まで行われたセ・リーグ優勝チームの読売ジャイアンツとパ・リーグ優勝チームのオリックス・ブルーウェーブによる第47回プロ野球日本選手権シリーズである。

## 概要
仰木彬監督が率いるオリックスと、長嶋茂雄監督率いる巨人の対決となった本シリーズはオリックスが4勝1敗で勝利し、球団としては初、前身の阪急ブレーブスからは19年ぶり4度目となる日本一を達成した。
「阪急 - 巨人」は1970年代に何度か対戦したが、こういった「因縁ムード」は特に見られなかった。事前の予想はほぼ五分五分だった。
仰木は、監督としての日本シリーズでは1989年に近鉄で巨人に、1995年にヤクルトスワローズにいずれも敗れており、監督として「三度目の正直」で日本一となった。
一方の巨人は、監督の長嶋の他、堀内恒夫も投手コーチの立場でこのシリーズのベンチ入りを果たしている。
近畿地方のパ球団が、巨人との日本シリーズを本拠地で制するのは今回が初めてであった。チーム打率はオリックスが.221、対する巨人は.201と低調な中で、オリックスのリリーフ陣の万全の継投、トロイ・ニールの走者を還すことに徹した打撃などが結果を分けた。
一方敗れた巨人は、長嶋茂雄のもとセ・リーグのメークドラマを演じ勢いに乗るかと思われたが、2年ぶりの日本一には届かなかった。また長嶋にとって、第一次政権も含め5度の日本シリーズ出場を果たしているが、そのうち3度のシリーズ敗退を経験しており、その相手は全てオリックス（阪急）であった。しかしながら、守備に関しては5試合を通じて失策がなく、これは日本シリーズ史上唯一の記録である。

## 試合結果
| 日付                                              | 試合   | ビジター球団（先攻）       | スコア | ホーム球団（後攻）         | 開催球場               |
| ------------------------------------------------- | ------ | -------------------------- | ------ | -------------------------- | ---------------------- |
| 10月19日（土）                                    | 第1戦  | オリックス・ブルーウェーブ | 4 - 3  | 読売ジャイアンツ           | 東京ドーム             |
| 10月20日（日）                                    | 第2戦  | オリックス・ブルーウェーブ | 2 - 0  | 読売ジャイアンツ           | 東京ドーム             |
| 10月21日（月）                                    | 移動日 | 移動日                     | 移動日 | 移動日                     | 移動日                 |
| 10月22日（火）                                    | 第3戦  | 読売ジャイアンツ           | 2 - 5  | オリックス・ブルーウェーブ | グリーンスタジアム神戸 |
| 10月23日（水）                                    | 第4戦  | 読売ジャイアンツ           | 5 - 1  | オリックス・ブルーウェーブ | グリーンスタジアム神戸 |
| 10月24日（木）                                    | 第5戦  | 読売ジャイアンツ           | 2 - 5  | オリックス・ブルーウェーブ | グリーンスタジアム神戸 |
| 優勝：オリックス・ブルーウェーブ（19年ぶり4回目） |        |                            |        |                            |                        |

### 第1戦
10月19日・東京ドーム（入場者数：45,121人） 始球式は女優の松たか子が務めた。
|            | 1 | 2 | 3 | 4 | 5 | 6 | 7 | 8 | 9 | 10 | R | H | E |
| ---------- | - | - | - | - | - | - | - | - | - | -- | - | - | - |
| オリックス | 0 | 0 | 0 | 0 | 0 | 0 | 0 | 3 | 0 | 1  | 4 | 7 | 0 |
| 巨人       | 1 | 0 | 0 | 0 | 0 | 0 | 0 | 0 | 2 | 0  | 3 | 8 | 0 |

1. （延長10回）
2. オ：星野伸之（4回2/3）、小林宏（0回1/3）、伊藤隆偉（1回2/3）、野村貴仁（0回1/3）、鈴木平（2回）、平井正史（1回）
3. 巨：斎藤雅樹（7回1/3）、川口和久（0回1/3）、石毛博史（0回2/3）、河野博文（1回1/3）、水野雄仁（0回1/3）
4. 勝利：鈴木（1勝）
5. セーブ：平井（1S）
6. 敗戦：河野（1敗）
7. 本塁打
オ：イチロー1号ソロ（10回・河野）
巨：大森1号2ラン（9回・鈴木）
8. 審判
［球審］井野
［塁審］林忠・小林毅・東
［外審］井上・山本隆
9. 試合時間：3時間42分

| オリックス | オリックス | オリックス |
| 打順       | 守備       | 選手       |
| ---------- | ---------- | ---------- |
| 1          | [左]       | 田口壮     |
| 2          | [二]       | 大島公一   |
| 3          | [中]右     | イチロー   |
| 4          | [一]       | T.ニール   |
|            | 遊         | 勝呂壽統   |
| 5          | [右]       | 藤井康雄   |
|            | 打         | 高橋智     |
|            | 投         | 鈴木平     |
|            | 打         | 中嶋聡     |
|            | 投         | 平井正史   |
| 6          | [三]       | 馬場敏史   |
|            | 打三       | 福良淳一   |
| 7          | [遊]       | 小川博文   |
|            | 中         | 本西厚博   |
| 8          | [捕]       | 高田誠     |
| 9          | [投]       | 星野伸之   |
|            | 投         | 小林宏     |
|            | 打         | 四條稔     |
|            | 投         | 伊藤隆偉   |
|            | 投         | 野村貴仁   |
|            | 打一       | D・J       |

| 巨人 | 巨人 | 巨人     |
| 打順 | 守備 | 選手     |
| ---- | ---- | -------- |
| 1    | [三] | 仁志敏久 |
| 2    | [遊] | 川相昌弘 |
| 3    | [右] | 松井秀喜 |
| 4    | [一] | 落合博満 |
|      | 走   | 後藤孝志 |
| 5    | [中] | S.マック |
| 6    | [左] | 木田優夫 |
|      | 左   | 岸川勝也 |
|      | 打左 | 清水隆行 |
| 7    | [二] | 元木大介 |
|      | 打二 | 福王昭仁 |
| 8    | [捕] | 村田真一 |
|      | 捕   | 杉山直輝 |
|      | 打   | 大森剛   |
|      | 捕   | 吉原孝介 |
| 9    | [投] | 斎藤雅樹 |
|      | 投   | 川口和久 |
|      | 投   | 石毛博史 |
|      | 投   | 河野博文 |
|      | 投   | 水野雄仁 |

巨人が斎藤雅樹、オリックスが星野伸之の先発で開幕した。1回裏、巨人は落合博満の日本シリーズ初打点となるタイムリーヒットで先制する。オリックスも8回に大島公一のタイムリー安打で同点とし、斎藤に代わった川口和久からトロイ・ニールの2点適時安打で3-1と逆転に成功。巨人は9回裏、代打・大森剛がリリーフエース鈴木平から同点本塁打を放って同点。試合は延長戦に突入し、10回表にそれまで徹底マークされ4打席すべて内野ゴロに倒れていたイチローが河野博文からソロ本塁打を放った。10回裏、ダブルストッパーの一角平井正史が走者2人を出しながらも後続を断ち、オリックスが逃げ切った。巨人は、9回裏に河野に打順がまわったときにそのまま打席に送り、10回表も続投となったがそれが裏目に出てしまう形となった。
公式記録関係（日本野球機構ページ）

### 第2戦
10月20日・東京ドーム（入場者数：45,086人）
|            | 1 | 2 | 3 | 4 | 5 | 6 | 7 | 8 | 9 | R | H | E |
| ---------- | - | - | - | - | - | - | - | - | - | - | - | - |
| オリックス | 0 | 0 | 0 | 2 | 0 | 0 | 0 | 0 | 0 | 2 | 6 | 1 |
| 巨人       | 0 | 0 | 0 | 0 | 0 | 0 | 0 | 0 | 0 | 0 | 2 | 0 |

1. オ：W.フレーザー（6回0/3）、小林宏（0回0/3）、野村貴仁（2回2/3）、鈴木平（0回1/3）
2. 巨：槙原寛己（5回0/3）、阿波野秀幸（0回2/3）、木田優夫（2回1/3）、川口和久（0回2/3）、水野雄仁（0回1/3）
3. 勝利：フレーザー（1勝）
4. セーブ：鈴木（1勝1S）
5. 敗戦：槙原（1敗）
6. 審判
［球審］山本隆
［塁審］井上・林忠・小林毅
［外審］五十嵐・友寄
7. 試合時間：2時間56分

| オリックス | オリックス | オリックス   |
| 打順       | 守備       | 選手         |
| ---------- | ---------- | ------------ |
| 1          | [左]中左   | 田口壮       |
| 2          | [二]       | 大島公一     |
| 3          | [中]右     | イチロー     |
| 4          | [一]       | T.ニール     |
|            | 一         | 四條稔       |
| 5          | [右]       | 藤井康雄     |
|            | 打左       | 高橋智       |
|            | 中         | 本西厚博     |
| 6          | [三]       | 福良淳一     |
|            | 三         | 馬場敏史     |
| 7          | [遊]       | 小川博文     |
|            | 遊         | 勝呂壽統     |
| 8          | [捕]       | 中嶋聡       |
|            | 投         | 小林宏       |
|            | 投         | 野村貴仁     |
|            | 投         | 鈴木平       |
| 9          | [投]       | W.フレーザー |
|            | 捕         | 高田誠       |

| 巨人 | 巨人 | 巨人       |
| 打順 | 守備 | 選手       |
| ---- | ---- | ---------- |
| 1    | [三] | 仁志敏久   |
| 2    | [遊] | 川相昌弘   |
| 3    | [右] | 松井秀喜   |
| 4    | [一] | 落合博満   |
| 5    | [中] | S.マック   |
|      | 打中 | 後藤孝志   |
| 6    | [左] | 清水隆行   |
|      | 打左 | 井上真二   |
| 7    | [二] | 福王昭仁   |
|      | 投   | 木田優夫   |
|      | 打   | 岸川勝也   |
|      | 投   | 川口和久   |
|      | 投   | 水野雄仁   |
| 8    | [捕] | 杉山直輝   |
| 9    | [投] | 槙原寛己   |
|      | 投   | 阿波野秀幸 |
|      | 二   | 元木大介   |

4回表、ニールの2点タイムリー安打でオリックスが先制した。守っては7回、無死二塁で打者落合という場面で小林宏がリリーフ、その小林が落合に四球を与え、巨人が先にシェーン・マックに代打・後藤孝志を送り、対するオリックスも野村貴仁を送った。結果、犠打を試みた後藤の打球が野村への小飛球となり二塁走者・松井は帰塁できず併殺、巨人は最大の得点チャンスを逸してしまった。9回裏、野村貴仁が松井を投直に打ち取り二死となったところで鈴木平が登板して、落合を内野ゴロに打ち取りゲームセット。第1戦同様に小刻みな継投が功を奏し、前年とは逆にオリックスが2連勝した。同時にオリックスにとって松井には野村貴仁、落合には鈴木平を当てる継投の方程式が確立した。
公式記録関係（日本野球機構ページ）

### 第3戦
10月22日・グリーンスタジアム神戸（入場者数：33,026人）
|            | 1 | 2 | 3 | 4 | 5 | 6 | 7 | 8 | 9 | R | H | E |
| ---------- | - | - | - | - | - | - | - | - | - | - | - | - |
| 巨人       | 0 | 1 | 0 | 0 | 0 | 1 | 0 | 0 | 0 | 2 | 7 | 0 |
| オリックス | 1 | 4 | 0 | 0 | 0 | 0 | 0 | 0 | X | 5 | 9 | 0 |

1. 巨：B.ガルベス（1回1/3）、水野雄仁（0回0/3）、阿波野秀幸（2回2/3）、西山一宇（3回）、マリオ（1回）
2. オ：野田浩司（6回1/3）、伊藤隆偉（0回2/3）、平井正史（0回2/3）、野村貴仁（0回1/3）、鈴木平（1回）
3. 勝利：野田（1勝）
4. セーブ：鈴木（1勝2S）
5. 敗戦：ガルベス（1敗）
6. 本塁打
巨：マック1号2ラン（2回・野田）、仁志1号ソロ（6回・野田）
7. 審判
［球審］友寄
［塁審］五十嵐・井上・林忠
［外審］井野・東
8. 試合時間：2時間56分

| 巨人 | 巨人 | 巨人     |
| 打順 | 守備 | 選手     |
| ---- | ---- | -------- |
| 1    | [三] | 仁志敏久 |
| 2    | [遊] | 川相昌弘 |
| 3    | [右] | 松井秀喜 |
| 4    | [一] | 落合博満 |
| 5    | [指] | 大森剛   |
| 6    | [中] | S.マック |
| 7    | [左] | 清水隆行 |
| 8    | [二] | 元木大介 |
|      | 打二 | 福王昭仁 |
| 9    | [捕] | 杉山直輝 |
|      | 打   | 後藤孝志 |
|      | 捕   | 吉原孝介 |

| オリックス | オリックス | オリックス |
| 打順       | 守備       | 選手       |
| ---------- | ---------- | ---------- |
| 1          | [左]       | 田口壮     |
| 2          | [二]       | 大島公一   |
| 3          | [中]右     | イチロー   |
| 4          | [指]       | T.ニール   |
| 5          | [一]       | D・J       |
|            | 一         | 四條稔     |
| 6          | [右]       | 藤井康雄   |
|            | 中         | 本西厚博   |
| 7          | [三]       | 福良淳一   |
|            | 三         | 馬場敏史   |
| 8          | [捕]       | 高田誠     |
| 9          | [遊]       | 小川博文   |
|            | 遊         | 勝呂壽統   |

公式記録関係（日本野球機構ページ）

### 第4戦
10月23日・グリーンスタジアム神戸（入場者数：33,070人）
|            | 1 | 2 | 3 | 4 | 5 | 6 | 7 | 8 | 9 | R | H | E |
| ---------- | - | - | - | - | - | - | - | - | - | - | - | - |
| 巨人       | 0 | 2 | 0 | 0 | 0 | 1 | 2 | 0 | 0 | 5 | 8 | 0 |
| オリックス | 0 | 0 | 1 | 0 | 0 | 0 | 0 | 0 | 0 | 1 | 5 | 2 |

1. 巨：宮本和知（3回）、木田優夫（5回）、阿波野秀幸（0回2/3）、石毛博史（0回1/3）
2. オ：豊田次郎（2回）、金田政彦（3回0/3）、小林宏（1回2/3）、長谷川滋利（2回1/3）
3. 勝利：木田（1勝）
4. セーブ：石毛（1S）
5. 敗戦：豊田（1敗）
6. 本塁打
巨：大森2号ソロ（6回・金田）
7. 審判
［球審］東
［塁審］井野・五十嵐・井上
［外審］山本隆・小林毅
8. 試合時間：3時間25分

| 巨人 | 巨人 | 巨人     |
| 打順 | 守備 | 選手     |
| ---- | ---- | -------- |
| 1    | [三] | 仁志敏久 |
| 2    | [二] | 福王昭仁 |
|      | 打二 | 元木大介 |
| 3    | [右] | 松井秀喜 |
| 4    | [一] | 落合博満 |
|      | 走左 | 出口雄大 |
| 5    | [中] | S.マック |
| 6    | [左] | 清水隆行 |
|      | 打左 | 岸川勝也 |
|      | 左一 | 後藤孝志 |
| 7    | [指] | 大森剛   |
| 8    | [捕] | 村田真一 |
|      | 捕   | 杉山直輝 |
| 9    | [遊] | 川相昌弘 |

| オリックス | オリックス | オリックス |
| 打順       | 守備       | 選手       |
| ---------- | ---------- | ---------- |
| 1          | [中]       | 田口壮     |
| 2          | [二]       | 大島公一   |
| 3          | [右]       | イチロー   |
| 4          | [指]       | T.ニール   |
| 5          | [遊]       | 小川博文   |
| 6          | [一]       | D・J       |
|            | 打         | 福良淳一   |
| 7          | [左]       | 高橋智     |
| 8          | [三]       | 馬場敏史   |
|            | 打         | 柴原実     |
|            | 三         | 勝呂壽統   |
| 9          | [捕]       | 高田誠     |
|            | 打捕       | 三輪隆     |

公式記録関係（日本野球機構ページ）

### 第5戦
10月24日・グリーンスタジアム神戸（入場者数：33,222人）
|            | 1 | 2 | 3 | 4 | 5 | 6 | 7 | 8 | 9 | R | H | E |
| ---------- | - | - | - | - | - | - | - | - | - | - | - | - |
| 巨人       | 0 | 0 | 1 | 1 | 0 | 0 | 0 | 0 | 0 | 2 | 7 | 0 |
| オリックス | 0 | 0 | 5 | 0 | 0 | 0 | 0 | 0 | X | 5 | 7 | 1 |

1. 巨：斎藤雅樹（2回2/3）、河野博文（0回0/3）、西山一宇（1回2/3）、川口和久（3回2/3）
2. オ：星野伸之（3回1/3）、伊藤隆偉（3回2/3）、野村貴仁（0回0/3）、鈴木平（2回）
3. 勝利：伊藤（1勝）
4. セーブ：鈴木（1勝3S）
5. 敗戦：斎藤（1敗）
6. 本塁打
巨：仁志2号ソロ（3回・星野）
7. 審判
［球審］小林毅
［塁審］山本隆・井野・五十嵐
［外審］友寄・林忠
8. 試合時間：3時間26分

| 巨人 | 巨人 | 巨人     |
| 打順 | 守備 | 選手     |
| ---- | ---- | -------- |
| 1    | [三] | 仁志敏久 |
| 2    | [遊] | 川相昌弘 |
| 3    | [右] | 松井秀喜 |
| 4    | [一] | 落合博満 |
| 5    | [中] | S.マック |
|      | 打   | 大森剛   |
|      | 中   | 出口雄大 |
| 6    | [指] | 岸川勝也 |
|      | 打指 | 清水隆行 |
| 7    | [左] | 水野雄仁 |
|      | 左   | 井上真二 |
|      | 打   | 後藤孝志 |
| 8    | [捕] | 杉山直輝 |
|      | 打   | 吉村禎章 |
|      | 捕   | 吉原孝介 |
|      | 打   | 福王昭仁 |
| 9    | [二] | 元木大介 |

| オリックス | オリックス | オリックス |
| 打順       | 守備       | 選手       |
| ---------- | ---------- | ---------- |
| 1          | [左]       | 田口壮     |
| 2          | [二]       | 大島公一   |
| 3          | [中]右     | イチロー   |
| 4          | [指]       | T.ニール   |
| 5          | [右]一     | 藤井康雄   |
|            | 一         | 四條稔     |
| 6          | [一]       | D・J       |
|            | 打         | 高橋智     |
|            | 中         | 本西厚博   |
| 7          | [遊]       | 小川博文   |
|            | 三         | 馬場敏史   |
| 8          | [三]       | 福良淳一   |
|            | 遊         | 勝呂壽統   |
| 9          | [捕]       | 高田誠     |

3回表、仁志のホームランで巨人が先制したがその裏オリックスがニールの2点タイムリーで逆転、さらに高橋智の押し出し四球、小川の2点タイムリー二塁打で一挙5点を奪った。
4回表、本西厚博が好捕した井上真二のライナーを安打と判定されたことに抗議した仰木監督が一時的に自軍ナインをベンチ裏に引き上げさせる場面もあった。このシーンは、仰木監督が近鉄監督時代の1989年に巨人相手に3連勝の後の4連敗で日本一を逃した時にあった「流れが変わってしまう恐ろしさ」と関連付けられる。再開後は伊藤、野村、鈴木の継投で巨人の反撃をシャットアウト。最後の打者は敢闘賞を獲得した仁志で左フライだった。
シリーズ4度目の登板となった鈴木平が、シリーズ記録となる4セーブポイントを挙げた。
公式記録関係（日本野球機構ページ）

## 表彰選手
- 最高殊勲選手賞：トロイ・ニール（オリックス）
- 敢闘選手賞：仁志敏久（巨人）
- 優秀選手賞：鈴木平（オリックス）、大島公一（オリックス）、イチロー（オリックス）

## テレビ・ラジオ中継

### テレビ中継
- 第1戦：10月19日
  - 日本テレビ≪NNN系列≫
    - 実況：山下末則　解説：江川卓、掛布雅之　ゲスト解説：清原和博（西武）
    - リポーター：多昌博志（巨人サイド）、一丁田修一（よみうりテレビ、オリックスサイド）
    - 共同インタビュアー：吉田填一郎
- 第2戦：10月20日（※）
  - 日本テレビ≪NNN系列≫　
    - 実況：吉田填一郎　解説：山本浩二、中畑清　ゲスト解説：西崎幸広（日本ハム）
    - リポーター：今井伊佐男（巨人サイド）、一丁田修一（よみうりテレビ、オリックスサイド）
    - 共同インタビュアー：山下末則
    - 第41回衆議院議員総選挙投票・開票日と重なり、選挙関連の特別編成となっていた。
- 第3戦：10月22日
  - 関西テレビ≪FNN系列≫　
    - 実況：馬場鉄志　解説：西本幸雄、田尾安志　ゲスト解説：山本昌広、今中慎二（中日）
    - リポーター：梅田淳（オリックスサイド）、長坂哲夫（CX、巨人サイド）
    - 共同インタビュアー：岡林豊明

  - NHK衛星第1テレビ　ゲスト解説：立浪和義（中日）、赤堀元之（近鉄）
- 第4戦：10月23日
  - 関西テレビ≪FNN系列≫　
    - 実況：馬場鉄志　解説：西本幸雄、田尾安志、谷沢健一　ゲスト解説：辻発彦（ヤクルト）
    - リポーター：梅田淳（オリックスサイド）、長坂哲夫（CX、巨人サイド）
    - 共同インタビュアー：岡林豊明

- 第5戦：10月24日　
  - 毎日放送≪JNN系列≫　
    - 実況：赤木誠　解説：一枝修平、田淵幸一（TBS）　ゲスト解説：西崎幸広（日本ハム）
    - リポーター：田丸一男（オリックスサイド）、石川顯（TBS、巨人サイド）
    - 共同インタビュアー：美藤啓文

※第6・7戦は日本テレビで中継される予定だった。
※関東地区での視聴率は（ビデオリサーチ調べ）、第1戦（日本テレビ系）の第2部は43.1%。第2戦（日本テレビ系）の第2部&NNN総選挙スペシャルは43.3%。第3戦（フジテレビ系）は 29%。第4戦（フジテレビ系）は33.8%。第5戦（TBS系）は36.3%だった。

### ラジオ中継
- 第1戦：10月19日
  - NHKラジオ第1　解説：森祇晶　ゲスト解説：広瀬哲朗（日本ハム）
  - TBSラジオ（JRN）　解説：田淵幸一、牛島和彦　ゲスト解説：辻発彦（ヤクルト）
  - 文化放送（NRN）　解説：西本聖、別所毅彦　ゲスト解説：伊東勤（西武）
  - ニッポン放送（NRN）　実況：胡口和雄　解説：関根潤三　ゲスト解説：古田敦也（ヤクルト）、高津臣吾（ヤクルト）
  - ラジオ日本　解説：山本浩二、関本四十四
- 第2戦：10月20日（※）
  - TBSラジオ（JRN）　解説：張本勲、栗山英樹　ゲスト解説：伊東勤
  - 文化放送（NRN）　解説：別所毅彦　ゲスト解説：広瀬哲朗、鹿取義隆（西武）
  - ニッポン放送（NRN）　実況：松本秀夫　解説：平松政次　ゲスト解説：高津臣吾
  - ラジオ日本　解説：江川卓、長池徳士
  - 毎日放送（関西ローカル）　解説：平田勝男　ゲスト解説：辻発彦　
  - 朝日放送（関西ローカル）　解説：小林繁、福本豊
- 第3戦：10月22日
  - NHKラジオ第1　解説：川上哲治　ゲスト解説：工藤公康（ダイエー）
  - TBSラジオ（関東ローカル）　解説：衣笠祥雄、牛島和彦　ゲスト解説：高津臣吾
  - 文化放送（関東ローカル）　解説：山崎裕之　ゲスト解説：辻発彦
  - ニッポン放送（関東ローカル）　実況：栗村智　解説：大久保博元　ゲスト解説：荒木大輔（横浜を同年引退）
  - ラジオ日本　解説：山本浩二、中村稔
  - 毎日放送（JRN）　解説：安藤統男　ゲスト解説：中村武志（中日）
  - 朝日放送（NRN）　解説：村山実、真弓明信
  - ラジオ大阪（関西ローカル）　解説：黒田正宏
- 第4戦：10月23日
  - NHKラジオ第1　解説：鶴岡一人、大島康徳
  - TBSラジオ（関東ローカル）　解説：田淵幸一、定岡正二　ゲスト解説：工藤公康
  - 文化放送（関東ローカル）　解説：山崎裕之　ゲスト解説：広瀬哲朗、荒木大輔
  - ニッポン放送（関東ローカル）　実況：胡口和雄　解説：江本孟紀
  - ラジオ日本　解説：長池徳士、掛布雅之
  - 毎日放送（JRN）　解説：中村勝広
  - 朝日放送（NRN）　解説：稲尾和久、小林繁
  - ラジオ大阪（関西ローカル）　解説：平野光泰　ゲスト解説：佐々木恭介（近鉄）
- 第5戦：10月24日
  - NHKラジオ第1　解説：原辰徳　ゲスト解説：工藤公康
  - TBSラジオ（関東ローカル）　解説：張本勲、近藤昭仁　ゲスト解説：藪恵壹（阪神）
  - 文化放送（関東ローカル）　解説：松原誠　ゲスト解説：大豊泰昭（中日）
  - ニッポン放送（関東ローカル）　実況：松元真一郎　解説：達川光男
  - ラジオ日本　解説：青田昇、池谷公二郎
  - 毎日放送（JRN）　解説：板東英二　ゲスト解説：佐々木恭介
  - 朝日放送（NRN）　実況：武周雄　解説：門田博光、真弓明信
  - ラジオ大阪（関西ローカル）　解説：村田辰美　ゲスト解説：佐野重樹（近鉄）

### 衆議院議員総選挙との関連
- 第2戦の行われた10月20日は第41回衆議院議員総選挙の投票日（即日開票）であったために各放送局が選挙関連の特別編成となっていた。日本テレビ（NNN）も例外でなかったが、日本シリーズの中継が優先されるために開票と日本シリーズ中継を組み合わせた特別番組（『日本シリーズ第2戦&総選挙スペシャル』）を放送した。開票に対応しつつ試合が視聴できるよう画面をＬ字分割し、随時、開票速報テロップを挿入した。開票終了時の出口調査発表や与野党幹部や注目選挙区で動きが生じた場合はプレー中であってもその都度、中継を中断した。（視聴率は45.3%）
- ラジオ各局は実況音声に被せるかたちで開票速報を流した。
- NHKは報道が最優先されるためにテレビ・ラジオともに中継がなかった。